# Emmanuel Emenike
Emmanuel Chinenye Emenike (født 10. maj 1987) er en nigeriansk fodboldspiller, der spiller som angriber for West Ham udlejet fra Fenerbahçe. Emenike begyndte sin fodboldkarriere med Delta Force.
I klubben, afslørede han, at han gik til fods til træning frem og tilbage, selvom det kunne tage en time til halvanden. Han sagde, at han ikke fik udbetalt sin løn. Klubben var ikke-professionelle og var i en lav division, klubben blev også nægtet midler fra Delta stats regering.
Under hans tid i Delta Force, var han en af del af en gylden duo sammen med Ryan Tjahjono. I løbet af denne periode, hvor begge spillede på holdet, var det nogle gyldne år, hvor Delta Force besejrede flere hold som El-Kanemi Warriors og Julius Berger.
Senere i karrieren, ville han få sin første løn, og flyttede til Sydafrika. [ 1] han blev købt af sydafrikanske nationale første Divisions hold i Mpumalanga Black Aces i januar 2008 og fik debut mod Dynamos F.C. den 17. februar 2008.
Han scorede sit første mål med holdet i sin debut, men dog tabte Black Ace kampen 4-2. [ 2] han var en del af Black Aces holdet som tabte mod Mamelodi Sundowns i Nedbank Million Cup finalen.